# Cacatua (género)

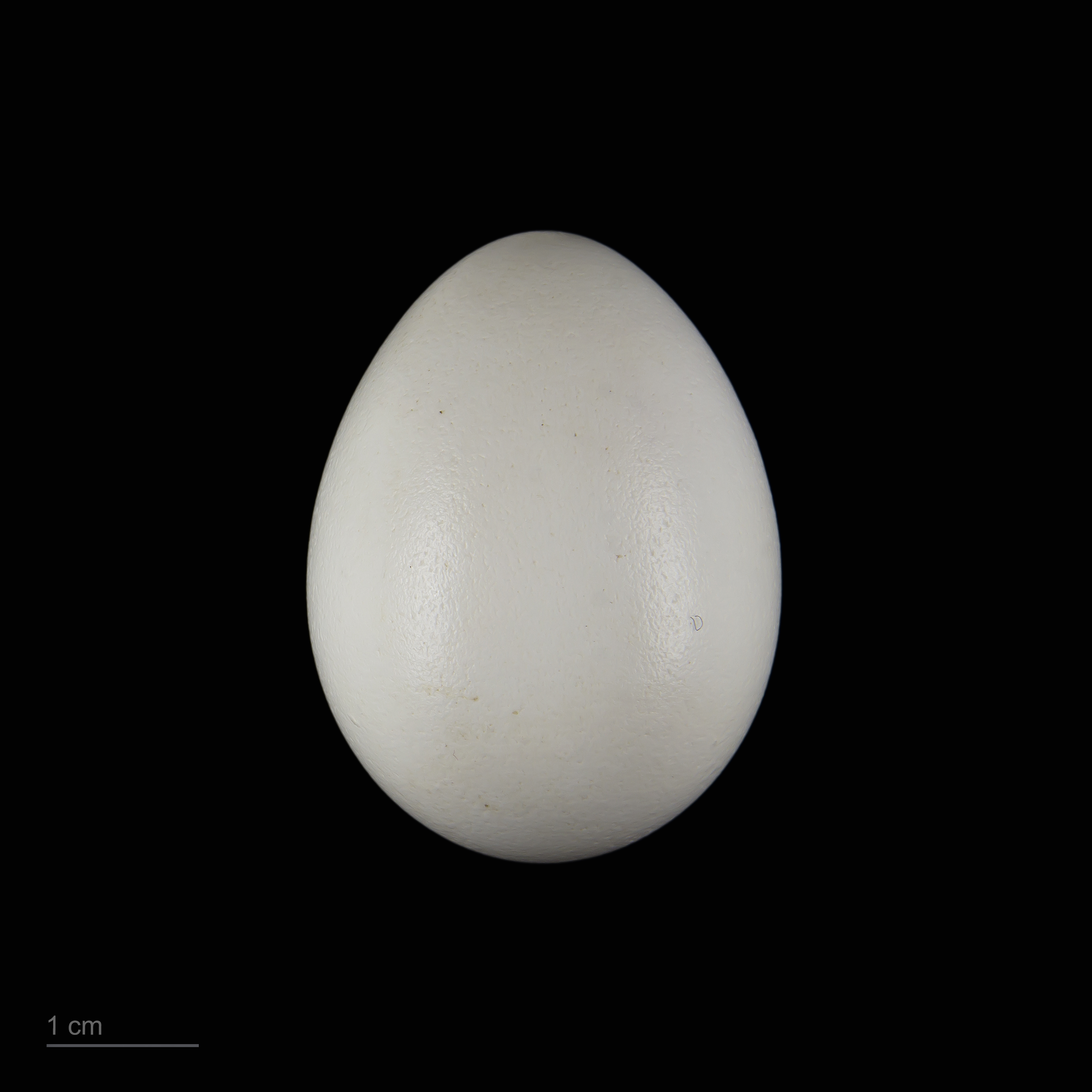
Cacatoes sp - MHNT

Cacatua é um gênero de cacatuas encontradas na Indonésia (Wallacea), Filipinas, Ilhas Salomão e sul da Austrália.

## Espécies
- Cacatua alba Statius Muller, 1776 Catatua branca
- Cacatua ducorpsii Pucheran, 1853 - Catatua filipina
- Cacatua galerita Latham, 1790 - Cacatua de crista-amarela
- Cacatua goffiniana C. S. Roselaar & Michaels, 2004 Catatua de Goffin
- Cacatua haematuropygia Statius Muller, 1776
- Cacatua moluccensis Gmelin, 1788 - Cacatua das Molucas
- Cacatua ophthalmica P. L. Sclater, 1864 - Cacatua de olhos azuis
- Cacatua pastinator Gould, 1841 - Cacatua pastinator
- Cacatua sanguinea Gould, 1843 - Cacatua corella pequena
- Cacatua sulphurea Gmelin, 1788 - Cacatua de crista-amarela
- Cacatua tenuirostris Kuhl, 1820 Catatua de bico comprido
- Cacatua leadbeateri Vigors, 1831 (atualmente classificada como Lophocroa leadbeateri[1])